# Wally O'Connor
James Wallace O'Connor, detto Wally (Madera, 25 agosto 1903 – Los Angeles, 11 ottobre 1950), è stato un nuotatore e pallanuotista statunitense.
Come nuotatore, ha partecipato ai Giochi di Parigi 1924, dove ha vinto la medaglia d'oro nella staffetta 4x200m sl.
Come pallanuotista ha partecipato con gli Stati Uniti a 4 Olimpiadi, vincendo due medaglie di bronzo ai Giochi di Parigi 1924 e di Los Angeles 1932.
È diventato uno dei Membri dell'International Swimming Hall of Fame.
È stato primatista mondiale della 4x200 m sl.

## Palmarès
Olimpiadi
- Parigi 1924

 Oro Staffetta 4x200m sl
 Bronzo pallanuoto
- Los Angeles 1932

 Bronzo pallanuoto